# Кулябінське сільське поселення (Увинський район)
Куля́бінське сільське поселення (рос. Кулябінское сельское поселение) — муніципальне утворення у складі Увинського району Удмуртії, Росія. Адміністративний центр — присілок Кулябіно.
Населення — 457 осіб (2015; 450 в 2012, 450 в 2010).
Голова:
- 2008–2012 — Зембекова Ольга Миколаївна
- 2012-2016 — Степанова Наталія Миколаївна

## Склад
До складу поселення входять такі населені пункти:
| Населений пункт        | Населення, осіб (2010) | Населення, осіб (2015) |
| ---------------------- | ---------------------- | ---------------------- |
| Кулябіно, присілок     | 415                    | 416                    |
| Овражино, присілок     | 24                     | 23                     |
| Тимофієвське, присілок | 11                     | 11                     |

Колишні населені пункти: Лудзіл, Чуж'єм.
У поселенні діють школа, садочок, бібліотека, клуб, ФАПи. Серед промислових підприємств працює СПК «Колгосп Луч».